# Sleman Lor
Sleman Lor is een bestuurslaag in het regentschap Indramayu van de provincie West-Java, Indonesië. Sleman Lor telt 4528 inwoners (volkstelling 2010).